# Bob-Weltcup 1992/93
Der Bob-Weltcup 1992/93 begann am 2. November 1992 im kanadischen Calgary und endete nach insgesamt sechs Weltcuprennen Anfang März 1993 im norwegischen Lillehammer, wo am Austragungsort der Olympischen Winterspiele von 1994 die dortige Bobbahn erstmals im Weltcup getestet wurde.
Neben der Bob-Europameisterschaft im schweizerischen St. Moritz waren die Weltmeisterschaften im österreichischen Innsbruck-Igls der Saisonhöhepunkt.

## Einzelergebnisse der Weltcupsaison 1992/93

### Weltcupkalender
| #  | Datum                            | Land        | Ort               | Wettkampfstätte                         |
| -- | -------------------------------- | ----------- | ----------------- | --------------------------------------- |
| 1  | 2. November – 5. November 1992   | Kanada      | Calgary           | Calgary’s WinSport Bobsleigh/Luge Track |
| 2  | 15. November – 18. November 1992 | Deutschland | Winterberg        | Veltins-Eisarena                        |
| 3  | 3. Dezember – 6. Dezember 1992   | Deutschland | Altenberg         | Rennschlitten- und Bobbahn Altenberg    |
| 4  | 12. Dezember – 16. Dezember 1992 | Frankreich  | La Plagne         | Piste de La Plagne                      |
| EM | 16. Januar – 24. Januar 1993     | Schweiz     | St. Moritz        | Olympia Bob Run St. Moritz–Celerina     |
| 5  | 28. Januar – 1. Februar 1993     | Italien     | Cortina d’Ampezzo | Pista olimpica Eugenio Monti            |
| WM | 3. Februar – 14. Februar 1993    | Österreich  | Igls              | Olympia Eiskanal Igls                   |
| 6  | 26. Februar – 3. März 1993       | Norwegen    | Lillehammer       | Lillehammer Olympiske Bob- og Akebane   |

### Weltcupergebnisse
| 1. Weltcup in Calgary, 2. November 1992 – 5. November 1992 | 1. Weltcup in Calgary, 2. November 1992 – 5. November 1992         | 1. Weltcup in Calgary, 2. November 1992 – 5. November 1992             | 1. Weltcup in Calgary, 2. November 1992 – 5. November 1992   |
| ---------------------------------------------------------- | ------------------------------------------------------------------ | ---------------------------------------------------------------------- | ------------------------------------------------------------ |
| Disziplin                                                  | Erster Platz                                                       | Zweiter Platz                                                          | Dritter Platz                                                |
| Zweierbob                                                  | Pierre Lueders Jack Pyc                                            | Gustav Weder Marcel Siegenthaler                                       | Pasquale Gesuito Antonio Tartaglia                           |
| Viererbob                                                  | Vereinigte StaatenBrian Shimer Joe Sawyer Karlos Kirby Randy Jones | SchweizGustav Weder Donat Acklin Marcel Siegenthaler Domenico Semeraro | KanadaChris Lori Jack Pyc Sheridon Baptiste David MacEachern |

| 2. Weltcup in Winterberg, 15. November 1992 – 18. November 1992 | 2. Weltcup in Winterberg, 15. November 1992 – 18. November 1992        | 2. Weltcup in Winterberg, 15. November 1992 – 18. November 1992        | 2. Weltcup in Winterberg, 15. November 1992 – 18. November 1992  |
| --------------------------------------------------------------- | ---------------------------------------------------------------------- | ---------------------------------------------------------------------- | ---------------------------------------------------------------- |
| Disziplin                                                       | Erster Platz                                                           | Zweiter Platz                                                          | Dritter Platz                                                    |
| Zweierbob                                                       | Gustav Weder Donat Acklin                                              | Brian Shimer Randy Jones                                               | Wolfgang Hoppe René Hannemann                                    |
| Viererbob                                                       | Vereinigte StaatenBrian Shimer Bryan Leturgez Karlos Kirby Randy Jones | SchweizGustav Weder Donat Acklin Marcel Siegenthaler Domenico Semeraro | DeutschlandWolfgang Hoppe Bogdan Musiol Axel Kühn René Hannemann |

| 3. Weltcup in Altenberg, 3. Dezember 1992 – 6. Dezember 1992 | 3. Weltcup in Altenberg, 3. Dezember 1992 – 6. Dezember 1992           | 3. Weltcup in Altenberg, 3. Dezember 1992 – 6. Dezember 1992     | 3. Weltcup in Altenberg, 3. Dezember 1992 – 6. Dezember 1992          |
| ------------------------------------------------------------ | ---------------------------------------------------------------------- | ---------------------------------------------------------------- | --------------------------------------------------------------------- |
| Disziplin                                                    | Erster Platz                                                           | Zweiter Platz                                                    | Dritter Platz                                                         |
| Zweierbob                                                    | Wolfgang Hoppe René Hannemann                                          | Gustav Weder Domenico Semeraro                                   | Günther Huber Stefano Ticci                                           |
| Viererbob                                                    | Vereinigte StaatenBrian Shimer Bryan Leturgez Karlos Kirby Randy Jones | DeutschlandWolfgang Hoppe Bogdan Musiol Axel Kühn René Hannemann | DeutschlandHarald Czudaj Tino Bonk Karsten Brannasch Alexander Szelig |

| 4. Weltcup in La Plagne, 12. Dezember 1992 – 16. Dezember 1992 | 4. Weltcup in La Plagne, 12. Dezember 1992 – 16. Dezember 1992   | 4. Weltcup in La Plagne, 12. Dezember 1992 – 16. Dezember 1992         | 4. Weltcup in La Plagne, 12. Dezember 1992 – 16. Dezember 1992             |
| -------------------------------------------------------------- | ---------------------------------------------------------------- | ---------------------------------------------------------------------- | -------------------------------------------------------------------------- |
| Disziplin                                                      | Erster Platz                                                     | Zweiter Platz                                                          | Dritter Platz                                                              |
| Zweierbob                                                      | Günther Huber Stefano Ticci                                      | Gustav Weder Domenico Semeraro                                         | Sean Olsson Erik Sekwalor                                                  |
| Viererbob                                                      | DeutschlandWolfgang Hoppe Bogdan Musiol Axel Kühn René Hannemann | Vereinigte StaatenBrian Shimer Bryan Leturgez Karlos Kirby Randy Jones | ÖsterreichGerhard Rainer Thomas Bachler Thomas Schroll Martin Schützenauer |

| Europameisterschaften in St. Moritz, 16. Januar 1993 – 24. Januar 1993 | Europameisterschaften in St. Moritz, 16. Januar 1993 – 24. Januar 1993 | Europameisterschaften in St. Moritz, 16. Januar 1993 – 24. Januar 1993 | Europameisterschaften in St. Moritz, 16. Januar 1993 – 24. Januar 1993  |
| ---------------------------------------------------------------------- | ---------------------------------------------------------------------- | ---------------------------------------------------------------------- | ----------------------------------------------------------------------- |
| Disziplin                                                              | Erster Platz                                                           | Zweiter Platz                                                          | Dritter Platz                                                           |
| Zweierbob                                                              | Gustav Weder Donat Acklin                                              | Celeste Poltera Marco Battaglia                                        | Sepp Dostthaler Mike Sehr                                               |
| Viererbob                                                              | SchweizGustav Weder Donat Acklin Kurt Meier Domenico Semeraro          | DeutschlandDirk Wiese Christoph Bartsch Oliver Rogge Wolfgang Haupt    | ÖsterreichHubert Schösser Gerhard Redl Harald Winkler Gerhard Haidacher |

| 5. Weltcup in Cortina d’Ampezzo, 28. Januar 1993 – 1. Februar 1993 | 5. Weltcup in Cortina d’Ampezzo, 28. Januar 1993 – 1. Februar 1993        | 5. Weltcup in Cortina d’Ampezzo, 28. Januar 1993 – 1. Februar 1993  | 5. Weltcup in Cortina d’Ampezzo, 28. Januar 1993 – 1. Februar 1993 |
| ------------------------------------------------------------------ | ------------------------------------------------------------------------- | ------------------------------------------------------------------- | ------------------------------------------------------------------ |
| Disziplin                                                          | Erster Platz                                                              | Zweiter Platz                                                       | Dritter Platz                                                      |
| Zweierbob                                                          | Günther Huber Stefano Ticci                                               | Pasquale Gesuito Antonio Tartaglia                                  | Sean Olsson Paul Lenny                                             |
| Viererbob                                                          | Vereinigtes KönigreichMark Tout Chris Symonds Courtney Rumbolt Lenox Paul | ItalienGünther Huber Stefano Ticci Fabrizio Tosini Sergio Chianella | KanadaChris Lori Guy Scheffer Jack Pyc Sheridon Baptiste           |

| Weltmeisterschaften in Igls, 3. Februar 1993 – 14. Februar 1993 | Weltmeisterschaften in Igls, 3. Februar 1993 – 14. Februar 1993 | Weltmeisterschaften in Igls, 3. Februar 1993 – 14. Februar 1993         | Weltmeisterschaften in Igls, 3. Februar 1993 – 14. Februar 1993        |
| --------------------------------------------------------------- | --------------------------------------------------------------- | ----------------------------------------------------------------------- | ---------------------------------------------------------------------- |
| Disziplin                                                       | Erster Platz                                                    | Zweiter Platz                                                           | Dritter Platz                                                          |
| Zweierbob                                                       | Christoph Langen Peer Joechel                                   | Gustav Weder Donat Acklin                                               | Wolfgang Hoppe René Hannemann                                          |
| Viererbob                                                       | SchweizGustav Weder Donat Acklin Kurt Meier Domenico Semeraro   | ÖsterreichHubert Schösser Harald Winkler Gerhard Redl Gerhard Haidacher | Vereinigte StaatenBrian Shimer Bryan Leturgez Karlos Kirby Randy Jones |

| 6. Weltcup in Lillehammer, 26. Februar 1993 – 3. März 1993 | 6. Weltcup in Lillehammer, 26. Februar 1993 – 3. März 1993            | 6. Weltcup in Lillehammer, 26. Februar 1993 – 3. März 1993              | 6. Weltcup in Lillehammer, 26. Februar 1993 – 3. März 1993             |
| ---------------------------------------------------------- | --------------------------------------------------------------------- | ----------------------------------------------------------------------- | ---------------------------------------------------------------------- |
| Disziplin                                                  | Erster Platz                                                          | Zweiter Platz                                                           | Dritter Platz                                                          |
| Zweierbob                                                  | Günther Huber Stefano Ticci                                           | Pierre Lueders Jack Pyc                                                 | Wolfgang Hoppe Carsten Embach                                          |
| Viererbob                                                  | DeutschlandHarald Czudaj Olaf Hampel Karsten Brannasch Oliver Baumann | ÖsterreichHubert Schösser Harald Winkler Gerhard Redl Gerhard Haidacher | Vereinigte StaatenBrian Shimer Bryan Leturgez Karlos Kirby Randy Jones |

## Weltcupstände

### Gesamtstand im Zweierbob der Männer
| Rang | Bobpilot         | Land                   | Punkte |
| ---- | ---------------- | ---------------------- | ------ |
| 01.  | Günther Huber    | Italien                | 168    |
| 02.  | Gustav Weder     | Schweiz                | 161    |
| 03.  | Brian Shimer     | Vereinigte Staaten     | 140    |
| 04.  | Pierre Lueders   | Kanada                 | 133    |
| 05.  | Wolfgang Hoppe   | Deutschland            | 130    |
| 06.  | Sean Olsson      | Vereinigtes Königreich | 126    |
| 07.  | Pasquale Gesuito | Italien                | 121    |
| 08.  | Zintis Ekmanis   | Lettland               | 116    |
| 09.  | Chris Lori       | Kanada                 | 115    |
| 10.  | Gerhard Rainer   | Österreich             | 103    |

### Gesamtstand im Viererbob der Männer
| Rang | Bobpilot         | Land                   | Punkte |
| ---- | ---------------- | ---------------------- | ------ |
| 1.   | Brian Shimer     | Vereinigte Staaten     | 168    |
| 2.   | Chris Lori       | Kanada                 | 135    |
| 3.   | Wolfgang Hoppe   | Deutschland            | 129    |
| 4.   | Gustav Weder     | Schweiz                | 123    |
| 5.   | Christian Meili  | Schweiz                | 118    |
| 6.   | Mark Tout        | Vereinigtes Königreich | 115    |
| 7.   | Günther Huber    | Italien                | 114    |
| 8.   | Pasquale Gesuito | Italien                | 108    |
| 9.   | Hubert Schösser  | Österreich             | 106    |
| 10.  | Dennis Marineau  | Kanada                 | 104    |

### Gesamtstand in der Kombination der Männer
| Rang | Bobpilot       | Land               | Punkte |
| ---- | -------------- | ------------------ | ------ |
| 1.   | Brian Shimer   | Vereinigte Staaten | 308    |
| 2.   | Gustav Weder   | Schweiz            | 284    |
| 3.   | Günther Huber  | Italien            | 282    |
| 4.   | Wolfgang Hoppe | Deutschland        | 259    |